# Alekszej Mihajlovics Remizov
Alekszej Mihajlovics Remizov (oroszul: Алексей Михайлович Ремизов; Moszkva, 1877. július 6. – Párizs, 1957. november 26.) orosz modernista író, festő, emigráns alkotó, az orosz nyelv egyik legnagyobb stilisztája.

## Életpályája
Gazdag moszkvai kereskedőcsaládba született, szélesebb rokoni köréhez értelmiségiek és művészetpártolók tartoztak.
Élénk képzeletű gyermek volt. Első elbeszélését 7 évesen írta: a nevelőnője által elmesélt tűzvészt öntötte szavakba. Ekkor határozta el, hogy író lesz.
1895-ben szülővárosában kereskedelmi iskolát végzett, majd a moszkvai egyetem fizika-matematika szakán folytatta tanulmányait. Diákévei alatt tévedésből tartóztatták le egy diáktüntetés kapcsán, s ennek nyomán 6 évre száműzetésbe küldték Oroszország északi vidékére. Penza városában kötött életre szóló barátságot a 3 évvel idősebb Vszevolod Mejerholddal (később neves színházi rendező), aki a marxizmus klasszikusaival és a munkásmozgalommal ismertette meg a fogékony fiatalembert. 
1901-től száműzetésének helyszíne Uszty-Sziszolszk (a későbbiekben Sziktivkar), majd Vologda, ahol a szocialista mozgalom számos résztvevőjével és vezetőjével (szociálforradalmárok, "eszerek") ismerkedik meg. Baloldali elköteleződése dacára politikai beállítottságát tekintve antibolsevik volt, ami a későbbiekben szembeállította a formálódó új szovjethatalommal. 
Első műve – álnéven – 1902-ben Moszkvában jelent meg. A száműzetésből 1905-ben Szentpétervárra tér vissza, ahol aktív irodalmi tevékenységet fejt ki: regényeket és elbeszéléseket jelentet meg, a középkori misztériumjátékok hatását tükröző színdarabokkal jelentkezik. A korabeli irodalmi körök a szimbolisták közé sorolták művészetét, holott magát soha nem tartotta annak. Szentpétervárott mintegy másfél tucat könyve jelenik meg, az 1910-es évek elején 8 kötetes, gyűjteményes kiadásban adja közre addig írott műveit, ill. néhány műve Moszkvában is napvilágot lát. 
A háború és forradalmak alatt mindvégig Szentpétervárott élt (Oroszország kulturális központja, 1917-ig főváros). 1921-ben orvosi kezelésre Németországba utazik, és soha többé nem tér vissza hazájába. Berlinben mintegy 2 évig él, tucatnyi kötetet ad közre.
1923-ban Párizsba költözik, ahol élete további 34 évét tölti. Oroszul folytatja írói tevékenységét, a húszas években mintegy 10 kötete jelenik meg, ám egyre nehezebb közreadnia őket. 1931 után publikációi száma jelentősen megcsappan, másfél évtizeden át csak szórványosan jelentkezik írásokkal. Élete vége felé, 1950-től jelennek meg ismét művei – tisztelői egy kis kiadót (Oplesnyik, Оплешник) hoztak létre Párizsban, kifejezetten Remizov kötetei számára.  
A festészet és grafika terén is tehetséges volt, leveleit többnyire kalligrafikus motívumokkal díszítette. 1933-ban Prágában rajzkiállítása nyílt. Rajzművészetét Marc Chagall, Pablo Picasso és Vaszilij Kandinszkij is elismerte. A háború éveiben álomnaplót vezetett.  
Felesége 1903-tól Szerafima Pavlovna Remizova-Dovgello (Серафима Павловна Ремизова-Довгелло, 1876–1943) paleográfus, a párizsi egyetem tanára. Leányuk Natalja Alekszejevna Remizova (Наталья Алексеевна Ремизова, 1904–1943).
Élete végén visszakapta szovjet állampolgárságát. 80 éves korában hunyt el Párizsban, sírja a Sainte-Geneviève-des-Bois temetőben található. 
Hagyatéka 2013-ban került vissza Oroszországba, és még azévben nagyszabású kiállítás keretében mutatták be Moszkvában (Vozvrascsenyije – Visszatérés címen).

## Főbb művei
Lásd személyi bibliográfiáját (orosz nyelvű). 

## Magyarul
- Istenítélet. Rejtelmes történetek; ford. Haiman Hugó; Kner, Gyoma, 1928
- Testvérek a keresztben. Regény; ford., utószó Kántor Péter, ill. Szántó Piroska; Európa, Bp., 1985
- Istenítélet (elbeszélések); ford. Hajdú Csaba et al., vál. Galina Bazsanova, utószó Hajdú Csaba; Európa, Bp., 1988

## Fordítás
- Ez a szócikk részben vagy egészben  a(z)   Ремизов, Алексей Михайлович című orosz Wikipédia-szócikk fordításán alapul.  Az eredeti cikk szerkesztőit annak laptörténete sorolja fel. Ez a jelzés csupán a megfogalmazás eredetét és a szerzői jogokat jelzi, nem szolgál a cikkben szereplő információk forrásmegjelöléseként.